# Ferrières-la-Verrerie
Ferrières-la-Verrerie is een gemeente in het Franse departement Orne (regio Normandië) en telt 196 inwoners (1999). De plaats maakt deel uit van het arrondissement Alençon.

## Geografie
De oppervlakte van Ferrières-la-Verrerie bedraagt 14,3 km², de bevolkingsdichtheid is 13,7 inwoners per km².
De onderstaande kaart toont de ligging van Ferrières-la-Verrerie met de belangrijkste infrastructuur en aangrenzende gemeenten.

## Demografie
Onderstaande figuur toont het verloop van het inwonertal (bron: INSEE-tellingen).